# Sînîțea, Bohuslav
Sînîțea (în ucraineană Синиця) este o comună în raionul Bohuslav, regiunea Kiev, Ucraina, formată numai din satul de reședință.

## Demografie
Componența lingvistică a comunei Sînîțea
     Ucraineană (97,09%)
     Rusă (2,65%)
Conform recensământului din 2001, majoritatea populației comunei Sînîțea era vorbitoare de ucraineană (97,09%), existând în minoritate și vorbitori de rusă (2,65%).